# Патерн (консул 267 г.)
Вижте пояснителната страница за други личности с името Патерн.
Патерн  (на латински: Paternus) е политик и сенатор на Римската империя през 3 век. Съществуват няколко консули с това име.
През 267 г. Патерн е консул заедно с Аркесилай. Той става проконсул на провинция Азия и 281/282 г. praefectus urbi (градски префект) на Рим.